# Onychostoma fusiforme
Onychostoma fusiforme är en fiskart som beskrevs av Kottelat, 1998. Onychostoma fusiforme ingår i släktet Onychostoma och familjen karpfiskar. IUCN kategoriserar arten globalt som livskraftig. Inga underarter finns listade i Catalogue of Life.